# Hornerova–Wadsworthova–Emmonsova reakce

Během Hornerovy–Wadsworthovy–Emmonsovy reakce dochází k deprotonaci.

Hornerova–Wadsworthova–Emmonsova reakce je reakce v organické chemii, při které reagují fosfonátové karboanionty s aldehydy nebo ketony, přičemž vznikají (stereoselektivně) hlavně E-alkeny.
V roce 1958 popsal německý chemik Leopold Horner pozměněnou Wittigovu reakci, při níž využíval karboanionty stabilizované fosfonátovými skupinami. Následně William S. Wadsworth a William D. Emmons sestavili definici tohoto typu reakce.
V porovnání s ylidy fosfonia, použitými při Wittigově reakci, jsou karboanionty stabilizované fosfonátovými skupinami silnějšími nukleofily, ovšem slabšími zásadami. Tyto karboanionty mohou být alkylovány. Na rozdíl od reakce s ylidy fosfonia lze dialkylfosfoniovou sůl vznikající jako vedlejší produkt snadněji odstranit kapalinovou extrakcí s použitím vody.
Bylo vydáno několik prací zabývajících se touto reakcí.

## Mechanismus
Hornerova–Wadsworthova–Emmonsova reakce začíná deprotonací fosfonátu za vzniku fosfonátového karboaniontu 1. Nukleofilní adicí fosfonátu na aldehyd 2 nebo keton vznikne meziprodukt 3a nebo 3b; tento krok určuje rychlost reakce. Pokud je skupinou R2 vodíkový atom, tak se meziprodukty 3a a 4a, případně 3b a 4b mohou přeměňovat jeden v druhý. Nakonec eliminací 4a a 4b vznikne E-alken 5 a Z-alken 6. Vedlejším produktem je dialkylfosfát.
Poměr množství izomerních alkenů 5 a 6 záleží na stereochemii počáteční adice karboaniontu a na schopnosti meziproduktů vytvořit chemickou rovnováhu.
K poslednímu kroku, kterým je eliminační reakce, je nutné, aby se na pozici alfa nacházela skupina, která odtahuje elektrony. Pokud by nebyla přítomna, tak by konečnými produkty byly α-hydroxyfosfonáty 3a a 3b, které ovšem lze na alkeny reakcí s diisopropylkarbodiimidem.

## Stereoselektivita
Při Hornerově–Wadsworthově–Emmonsova reakci vznikají přednostně (ve větším množství) E-alkeny. Obecně platí, že čím lepší je rovnováha mezi meziprodukty, tím výraznější je E-alkenů mezi produkty.

### Disubstituované alkeny
Byla provedena systematická studie reakcí methyl-2-(dimethylfosfono)acetátu s různými aldehydy. Ukázalo se, že by bylo možné pozměnit stereochemii produktů, aniž by se změnila struktura fosfonátu. E-stereoselektivita je výraznější za následujících podmínek:
- Sterické efekty vyvolávané aldehydem jsou výraznější,
- reakční teplota je vyšší (v tomto případě 23 °C oproti −78 °C) nebo
- jako rozpouštědlo se místo tetrahydrofuranu (THF) použije dimethoxyethan (DHE).

E-stereoselektivita je také ovlivňována druhem použité soli, klesá v řadě Li > Na > K.

### Trisubstituované alkeny
Sterické jevy vytvářené fosfonátem a skupinami odtahujícími elektrony mají velký význam při reakcích α-rozvětvených fosfonátů s alifatickými aldehydy.
| R1        | R2        | Poměr množství alkenů ( E : Z ) |
| --------- | --------- | ------------------------------- |
| Methyl    | Methyl    | 5 : 95                          |
| Methyl    | Ethyl     | 10 : 90                         |
| Ethyl     | Ethyl     | 40 : 60                         |
| Isopropyl | Ethyl     | 90 : 10                         |
| Isopropyl | Isopropyl | 95 : 5                          |

Aromatické aldehydy poskytují téíměř výhradně E-produkty. Pokud je třeba z těchto aldehydů získat Z-alkeny, je nutné provést Stillovu–Gennariovu modifikaci (popsanou níže).

## Obměny

### Substráty citlivé na zásady
Jelikož mnoho substrátů s hydridem sodným, tak bylo vyvinuto několik variant Hornerovy–Wadsworthovy–Emmonsovy reakce probíhající za mírnějších podmínek; například za použití chloridu lithného a 1,8-diazabicyklo(5.4.0)undec-7-enu (DBU). Další možností je použití lithných či hořečnatých halogenidů s triethylaminem;. lze přitom použít i další zásady, jako jsou 

### Stillova–Gennariova modifikace
W. Clark Still a C. Gennari objevili variantu Hornerovy–Wadsworthovy–Emmonsovy reakce, při které vznikají Z-alkeny s vysokou stereoselektivitou. Za použití fosfonátů se skupinami odtahujícími elektrony (trifluoroethyl) a značně disociačních podmínek (hexamethyldisilazid draselný a 18-crown-6 v tetrahydrofuranu) vznikají téměř výhradně Z-alkeny.
Bylo zjištěno, že použití fosfonátů s nízkou elektronovou hustotou urychluje eliminaci oxafosfetanových meziproduktů.